# Carte géologique de la France
Pour des articles plus généraux, voir Géologie de la France et Carte géologique.
 (avril 2022).
Si vous disposez d'ouvrages ou d'articles de référence ou si vous connaissez des sites web de qualité traitant du thème abordé ici, merci de compléter l'article en donnant les références utiles à sa vérifiabilité et en les liant à la section « Notes et références ».

Carte géologique de la France au 1/1000000.

La carte géologique de la France est la représentation graphique sous forme de carte de la géologie du territoire français.
Aujourd'hui, la quasi-totalité de la France a été cartographiée au 1/50 000, et le Bureau de recherches géologiques et minières (BRGM) se lance dans la couverture du territoire à une échelle intermédiaire plus régionale (1/250 000). Parallèlement, le BRGM informatise ces cartes sous la forme d'un système d'information géographique (SIG) et les met gratuitement à disposition sur internet par le biais du portail InfoTerre.

## Historique

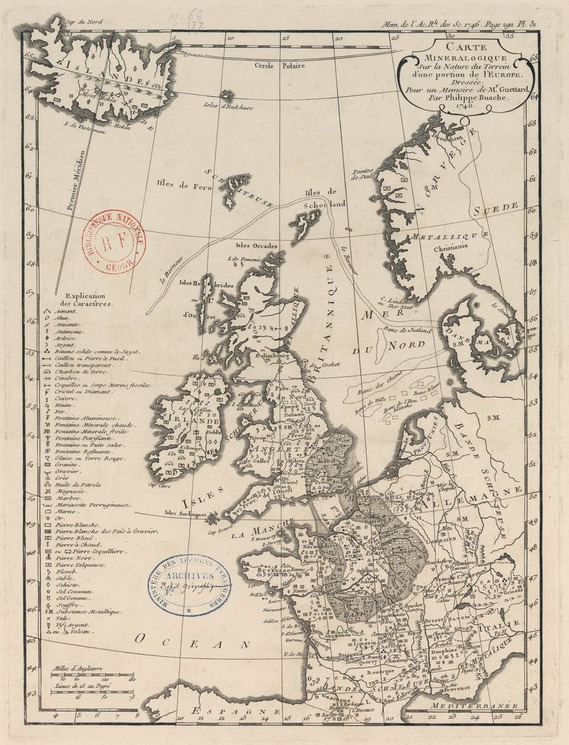
Carte minéralogique sur la nature du terrain d'une portion de l'Europe, Jean-Étienne Guettard (1746).

### XVIIesiècle: l'idée
Le projet de dresser des cartes géologiques en France est bien antérieur au décret de Napoléon III en date du 1er octobre 1868 qui institue le « Service de la carte géologique de la France et des topographies souterraines ». Un précurseur est à signaler : l'abbé Louis Coulon, qui dans ses rivières de France de 1644 mentionne une distinction entre régions cristallines et régions sédimentaires — mais ne parle pas de carte. Ensuite, la première mention écrite est par le secrétaire perpétuel de l'Académie des sciences Bernard de Fontenelle qui, en 1720 (paru en 1722), conclut son résumé d'un mémoire de Réaumur sur les faluns de Touraine, avec ces mots : « Pour parler sûrement sur cette matière, il faudroit avoir des espèces de Cartes Géographiques dressées selon toutes les Minières de Coquillages enfouis en terre… » puis il souligne la difficulté pour élaborer une telle carte : « Quelle quantité d'observations ne faudroit-il pas, et quel temps pour les avoir ! ».
Ces « quantités d'observations », le très éclectique — et très bien introduit à la cour — Réaumur s'emploie à les rassembler (s'inspirant peut-être de la généralisation des enquêtes à but scientifique en Angleterre). Usant de la protection du Régent Philippe d'Orléans (1674-1723), il réunit un grand nombre d'informations et d'échantillons « de terres, de pierres, d'insectes, de coquilles, etc. » pour en garnir son cabinet d'histoire naturelle : « Chaque semaine, je lui donnais [au régent] des mémoires, où je faisais des questions, tant générales que particulières, par rapport à ce qui se pouvait trouver dans chaque province du royaume. Il envoyait ces mémoires aux intendants qui, pour faire leur cour à un prince si éclairé et si ami des connaissances, mettaient en œuvre dans leurs départements publics, les maires et autres officiers subalternes […] J'ai eu pour faire des collections de tout ce que la France possède dans le règne minéral, des facilités qu'aucun naturaliste n'a jamais eues ». Colbert, principal ministre d'État de 1661 à 1683, a rendues courantes les enquêtes par l'administration du royaume avec des questionnaires adressés aux intendants ; la nouveauté introduite par Réaumur est de faire bénéficier l'histoire naturelle des ressources de ce procédé.

### XVIIIesiècle: premiers balbutiements
En 1746, le naturaliste Jean-Étienne Guettard publie son Mémoire et carte minéralogique sur la nature & la situation des terreins qui traversent la France et l'Angleterre. C'est la toute première carte géologique, rudimentaire : trois "bandes" plus ou moins concentriques, s’étirant du bassin de Paris jusqu’au sud-est de l’Angleterre, correspondent à des terrains sablonneux, marneux ou schisteux.
Le terme géologie apparaît en anglais en 1735 et en français en 1751 ; il devient courant avant la fin du XVIIIe siècle. Le Corps des Mines est chargé de l'établissement de cartes géologiques dès 1794[réf. nécessaire]. 

### XIXesiècle: D'Halloy, Dufrénoy, Beaumont et les débuts de la carte au 1/80 000

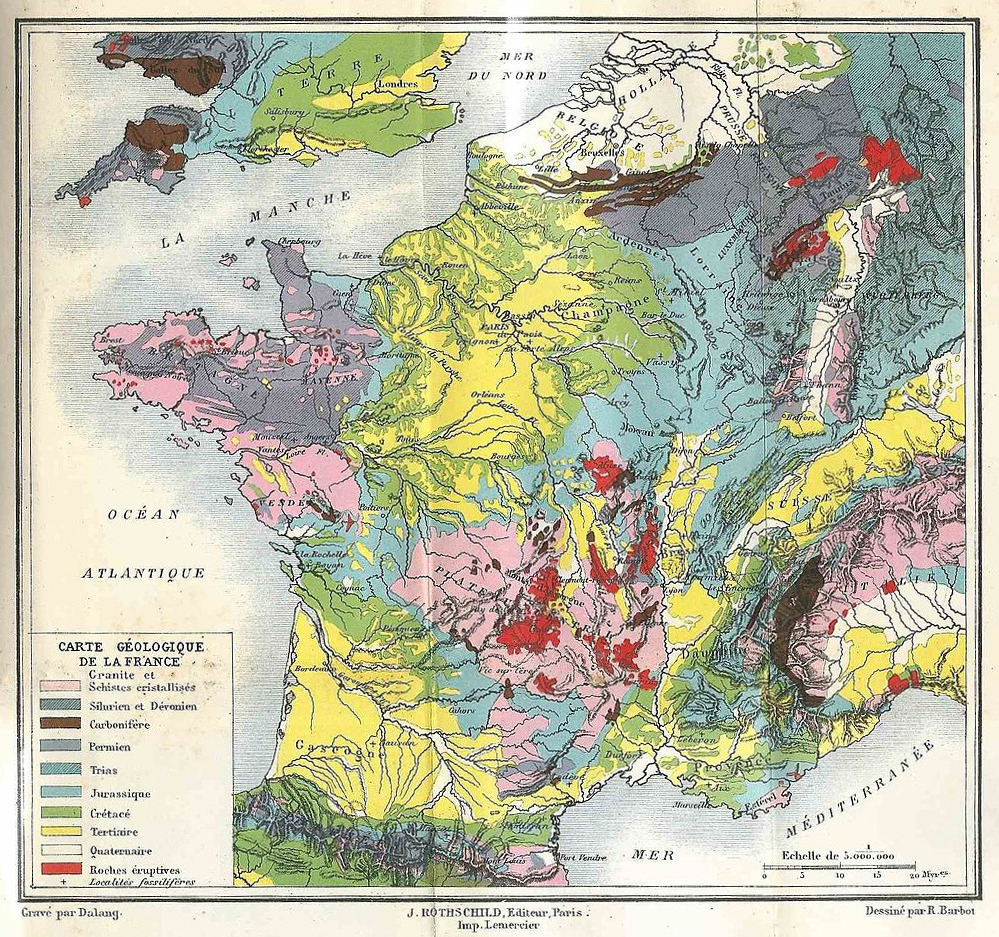
Carte géologique de la France dessinée par R. Barbot en 1884, gravée par Dalang

En 1808 Cuvier et Brongniart déterminent que les formations successives du bassin de Paris diffèrent principalement par le genre des fossiles quelles renferment. Ils établissent là les bases de la cartographie géologique moderne. Jean-Baptiste Julien d'Omalius d'Halloy esquisse la carte géologique du bassin de Paris et ses environs en 1816 selon Nicklès, en 1822 (Essai de Carte géologique de la France, des Pays-Bas et des contrées voisines) selon Vaslet et al. (carte à l'échelle 1/800 000). En 1855 paraît aussi la carte d'Angleterre de Greenough. Le projet d'une « grande triangulation » géologique de la France est alors confié à A. Brochant de Villiers ; Armand Dufrénoy et Léonce Élie de Beaumont, tous deux ingénieurs des Mines, sont chargés de l'exécuter. Villiers, Dufrénoy et Beaumont font un voyage de reconnaissance de six mois en Angleterre, très avancée en la matière ; puis ils commencent leur travail en 1825, dont 6 mois par an sur le terrain jusqu'en 1829, avec Beaumont pour le bassin parisien et les régions à l'est de l'axe Saône-Rhône et Dufrénoy pour l'ouest et sud-ouest. En 1826 Édouard de Billy est adjoint à Dufrénoy et Jean-Philibert Fénéon à Beaumont. Le 30 novembre 1835, Villiers présente un exemplaire colorié à l'Académie des Sciences,. La carte, à l'échelle 1/500 000, est publiée avec un mémoire explicatif en 1842.
Le choix des couleurs qui s'est imposé au XIXe siècle est guidé par la couleur des roches dans la nature : étages du Paléozoïque en marron à cause de leurs roches plus sombres ; Trias en rose violacé en raison de la couleur caractéristique des grès du Buntsandstein ; étages du Jurassique en bleu à cause des falaises de calcaire du Jura qui apparaissent généralement bleutées en raison du degré d'oxydation du fer ; étages du Crétacé en vert en raison de la couleur des sables dues à leur richesse en glauconie ; Cénozoïque aux teintes jaunes en raison des sables clairs beiges, crème, jaunes. Pour les roches magmatiques ou métamorphiques, dont on ne connaît pas directement l'âge, la couleur utilisée figure leur nature pétrographiques (granite, basalte, gneiss...). « Initialement les couleurs représentaient des lithologies étant donné que les premières cartes avaient un but utilitaire, pour l'exploration des ressources naturelles. De fait, les premières subdivisions de l'échelle des temps étaient basées sur le même principe (ce qui a donné les appellations Carbonifère, Crétacé, Trias avec ses Buntsandstein [grès bigarré], Muschelkalk [calcaire coquillier], etc.) ». À partir de ces conventions françaises, les terrains stratigraphiques sont codés à l'aide d'un système de code couleur internationalement admis au milieu du XIXe siècle, la tendance actuelle étant de privilégier un code couleur en fonction de la nature des formations, et non de leur âge.
L'Exposition universelle de 1867 présente 67 cartes géologiques couvrant un vaste secteur entre la Normandie et la Loire à l'échelle 1/80 000. À la suite du succès de cette présentation, Napoléon III signe à Biarritz le 1er octobre 1868 un décret créant le Service de la carte géologique, chargé de lever et de publier la carte géologique de l'ensemble du territoire français à l'échelle 1/80 000 ; Léonce Élie de Beaumont est à la tête de ce projet. Ce décret entérine la nécessité de centraliser la cartographie géologique de la France, au moins au niveau de la coordination des levers et de l'édition ; et précise que la carte géologique sera exécutée aux frais de l'État. Le premier feuillet est levé en 1875. Cette cartographie au 1/80 000 est achevée 50 ans plus tard en 1925, par la réalisation de 268 cartes. Elle se poursuit néanmoins jusqu'en 1971, du fait de rééditions successives (600 feuilles éditées).[réf. nécessaire]

### XXesiècle: la carte au 1/50 000, BRGG, BRGGM, BRGM
Entre-temps, en 1913 un décret ministériel lance le début de la cartographie géologique de la France au 1/50 000[réf. nécessaire]. Ce nouveau programme de cartographie comprend 1 060 cartes pour la France métropolitaine. Elles vont être assemblées par 3 000 géologues sur 70 ans. La première feuille est publiée en 1925, et en 1967 148 cartes sont éditées.[réf. nécessaire]
En 1941, sous l'impulsion de Edmond Friedel le gouvernement de Vichy crée le Bureau de recherches géologiques et géophysiques (BRGG). Edmond Friedel en est le directeur, Jean Goguel le directeur adjoint et Louis Guillaume (chef de travaux à la faculté des sciences de Strasbourg) comme ingénieur en chef et assistant. C'est l'ancêtre du BRGM. Il est remplacé en 1953 par le Bureau de recherches géologiques, géophysiques et minières de la France métropolitaine (BRGGM). Le BRGM est créé le 23 octobre 1959. Le BRGM (Bureau de recherches géologiques et minières et le Service de la carte géologique se regroupent en 1968.
Le décret du 22 décembre 1967 confie au BRGM la mission de dresser la carte géologique de France. L'article 1 mentionne en effet la carte géologique « pour mettre les connaissances du sous-sol sous une forme adaptée aux besoins des usagers » et l'article 2 confie au BRGM « l'animation, la coordination et l'exécution des travaux nécessaires à l'établissement de la carte géologique générale », ainsi que « l'édition, l'impression et la diffusion des cartes et de tous les textes explicatifs ».[réf. nécessaire]

## État des lieux
Ce programme de cartographie a aussi conduit à la publication de plusieurs synthèses au 1/1 000 000 (plusieurs éditions de la carte de la France : 1889, 1905, 1933, 1955, 1968, 1996, 2003) et au 1/250 000 (couverture incomplète).
Scanné et vectorisé depuis l'an 2000, le fond géologique à l'échelle 1 / 50 000 a fait l'objet d'une harmonisation nationale et est mis à disposition gratuitement sur le portail InfoTerre du BRGM. Cette carte représente aujourd'hui la projection sur un plan, de l'intersection des formations géologiques avec la surface topographique. La géométrie de cette intersection et les caractéristiques géologiques des formations permettent d'extrapoler les volumes rocheux en trois dimensions sur une profondeur variant avec l'échelle et la densité de données et le degré d'information. Ce n'est pas une simple représentation du sous-sol mais une interprétation souvent très complexe qui a mis plus d'un siècle et demi à fixer ses règles (Laudan, 1987) depuis l'apparition des premières cartes géologiques au début du XIXe siècle (cartographie du tertiaire du bassin de Paris par Cuvier et Brongniart en 1808).[réf. nécessaire]
Diffusée actuellement à plus de 25 000 exemplaires par an, la carte géologique de la France constitue le réceptacle de l'essentiel de la connaissance géologique du territoire et permet la gestion des risques, des pollutions, des ressources en eau, les grands aménagements… La cartographique géologique traditionnelle s'est progressivement enrichie des données de forages superficiels et pétroliers, de données sismiques et de géophysique aéroportée.[réf. nécessaire]
La carte géologique actuelle (2011) à 1/50 000e de la France est composée de 1 060 cartes. Elle résulte de données souvent anciennes. Elle est, avec la banque de données du sous-sol (BSS) le socle des connaissances géologiques et minières pour la France, aujourd'hui accessible sur IPhone avec une application permettant de calculer une coupe de terrain et de faire un « forage virtuel ».[réf. nécessaire]

## Évolutions
Cette carte est cependant hétérogène et elle comporte des incohérences. Elle est en outre rendue obsolète car ses informations proviennent presque exclusivement de la surface, alors que les industriels et les scientifiques ont de plus en plus besoin de modèles numériques 3D actualisés décrivant les couches géologiques en profondeur et leur fonctionnement géologique, hydrogéologique, sismique, thermique, etc.[réf. nécessaire] Jean Dercourt expose le problème majeur : 

« La carte géologique, instrument indispensable à toute approche du terrain, est une interprétation personnelle d'observations dispersées. Le géologue projette, sur le papier ou sur l'écran, sa culture scientifique, c’est-à-dire qu'il considère les objets après des opérations mentales et pas seulement avec des observations. Bref, la carte est une publication scientifique réalisée à partir d'observations isolées, réunies en une hypothèse cohérente, conduite à partir des concepts personnels inscrits dans la culture de son temps. Elle est une étape dans l'histoire des sciences. Cette caractéristique fondamentale n'est que rarement mise en avant par les auteurs. Il s'ensuit une immense incompréhension entre eux et les utilisateurs non géologues, financeurs de la carte géologique et scientifiques d'autres disciplines. […] Tous convergent en soulignant l'ambiguïté de la carte où ne sont pas distinguées les observations analysées et les interprétations. »

— Vaslet, Raymond & Féraud 2005, p. 13
Le BRGM offre déjà un début de représentation géométrique 3D du sous-sol de la France comportant des paramètres physiques et chimiques. Le projet du BRGM est de passer à un modèle numérique 3D de la « carte » géologique ; on ne parlera plus de carte mais de « référentiel géologique » français).[réf. nécessaire]
Une cartographie géophysique « 3D aéroportée » pour les DROM a été commencée à Mayotte, lancé en 2011), et le travail de suivi des nappes et la détection de contaminants organiques (projets ORIGAMI et REMANTAS) et projet TIC EuroGEOSS. Projet IEED GOEODENERGIES de technologies du sous-sol au service des énergies décarbonées ou PLAT'INN (démonstrateur-plateforme de tri et recyclage de déchets comme source d'approvisionnement en métaux stratégiques) ou Greenerb@t sur le thème du bâtiment plus écologique et intelligent (le BRGM participant aussi au programme IEE des « Énergies intelligentes pour l'Europe », avec le 7e PCERD) et au développement de la géothermie, ainsi qu'à divers programmes (ex : LABEX et EQUIPEX, actions CARNOT (avec notamment l'IRSTEA et Ifremer-Edrome également « Carnot » (label délivré par le ministère de la Recherche, pour les établissements rapprochant la science du monde économique ; il y en avait 34 fin 2012) et CVT (Consortium de valorisation thématique) de l'Allenvi.[réf. nécessaire]

## Les différents types de carte géologique en France

### La carte au 1/80 000
C'est le premier programme abouti de cartographie du territoire français. L'objectif était de lever 868 cartes sur les fonds topographique des cartes d'état major (elles aussi au 1/80 000).[réf. nécessaire]
Lancé par Napoléon III en 1868, le programme devait durer dix ans et être réalisé par le Service de la carte géologique. Mais dès 1875 le service qui était initialement composé d'un directeur, un sous directeur et cinq ingénieurs, évolue. Il fait appel au concours de collaborateurs extérieurs pour bénéficier de l'apport de concepts nouveaux et de l'évolution des connaissances.[réf. nécessaire]
La carte géologique au 1/80 000 présente déjà une légende technique à la symbolique complexe (1 000 signes) avec la cartographie d'éléments anthropiques divers.[réf. nécessaire]

### La carte au 1/50 000
La carte au 1/50 000 est la descendante de la carte au 1/80 000. Elle permet une précision accrue de l'information géologique : c'est la carte détaillée.
Pour ce programme, la France est divisée en 1 127 coupures représentant en moyenne trente kilomètres sur vingt. Basée sur le même principe que la carte au 1/80 000, elle s'appuie sur la carte topographique de l'IGN au 1/50 000. Le nom de la carte géologique est le même que celui de la carte topographique.[réf. nécessaire]
La fin du levé des premières éditions était prévu en 2005.[réf. nécessaire]
Ces cartes sont disponibles sous format papier depuis le début du programme aux éditions du BRGM, mais les avancées technologiques dans le domaine du numérique ont trouvé des applications dans la cartographie géologique.[réf. nécessaire]
Depuis 1994, les systèmes d'information géographiques permettent la production de cartes sous forme d'images géoréférencées (c'est-à-dire que chaque point est lié à un système de coordonnées) scannées ou vectorisées.[réf. nécessaire]

### La carte au 1/250 000
La carte au 1/250 000 est une carte de synthèse régionale : avec sa précision moindre, elle identifie les grandes entités géologiques au niveau régional.
Le découpage de la France à cette échelle se fait en quarante-quatre feuilles, dont quatorze ont déjà été réalisées et sont disponibles (chiffre au 31/08/2004).[réf. nécessaire]

### La carte au 1/1 000 000
La carte au 1/1 000 000 est la carte de synthèse des connaissances géologiques actuelles de la France et de ses bordures (pays limitrophes et plates-formes sous-marines). C'est le document de référence pour les dix à vingt prochaines années.
La toute dernière édition de cette carte est la 6e édition révisée qui est parue en 2003, sous la direction de Jean Chantraine, Albert Autran et Claude Cavelier. Elle est disponible sous les formes papier et numérique (scannée et géoréférencée).